# Fira de l'Avet
La Fira de l'Avet és una fira que té lloc al municipi d'Espinelves (comarca d'Osona). L'origen es remunta a l'any 1981 quan l'Associació Jovent Club va promoure la fira per recaptar fons amb l'objectiu de potenciar activitats per al jovent del poble. El 1986, es creà el Patronat Municipal de la Fira de l'Avet, entitat que l'organitza fins a l'actualitat. Es caracteritza pel fet que els cultivadors d'avets d'Espinelves venen directament els arbres de Nadal conreats a les Guilleries.